# Les Alleuds (Deux-Sèvres)
Les Alleuds foi uma comuna francesa na região administrativa da Nova Aquitânia, no departamento de Deux-Sèvres. Estendia-se por uma área de 9,15 km². Em 2010 a comuna tinha 296 habitantes (densidade: 32,3 hab./km²).
Em 1 de janeiro de 2017, passou a formar parte da comuna de Alloinay.